# Archipel Bazaruto
L'archipel Bazaruto est un groupe de cinq îles dans le canal du Mozambique, situées le long de la côte du Mozambique. Les îles s'allongent du nord au sud sur environ 55 km et sont distantes d'une quinzaine de kilomètres en moyenne du continent. Elles sont administrativement rattachées au district de Vilankulo de la province d'Inhambane.

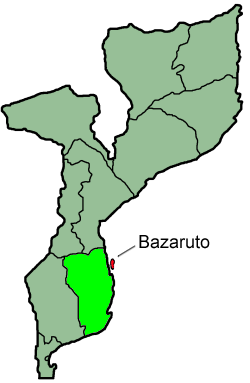
Localisation de l'archipel de Bazaruto

Ces îles et en particulier les deux principales, Bazaruto et Benguerra, sont des îles barrières : 
- elles sont sableuses au vent et bordées à l'est par des dunes élevées ;
- marécageuses sous le vent, à l'ouest, et comptent de nombreux lacs et étangs.

Elles sont entourées de bancs de sable. Le courant du Mozambique qui baigne ces îles contribue également à l'accumulation du sable.
Les îles sont de tailles très différentes :
- Bazaruto : l'île principale, qui a donné son nom à l'archipel, est longue de 32,5 km et large d'environ 5 km.
- Benguerra : à un kilomètre au sud de la précédente, elle mesure une douzaine de kilomètres du nord au sud.
- Magaruque : à 5,5 km de la précédente et beaucoup plus petite.
- Santa Carolina : longue de 2 km, elle est située entre l'île de Bazaruto et le continent.
- Bangue n'est qu'un îlot au sud de Magaruque.

Bazaruto abrite la dernière population de dugongs des côtes africaines. Quatre espèces de tortues vivaient dans l'archipel. Le singe cercopithèque à diadème (Cercopithecus mitis) se trouve dans les îles et les mangroves de la côte. La faune comprend encore de petites antilopes, des flamants roses, des pélicans, des loutres, des dauphins, des baleines à bosse ainsi que des crocodiles dans les lacs des deux îles principales. Des centaines d'espèces de poissons ont été recensées ainsi que 160 espèces d'oiseaux. L'archipel est protégé dans le cadre d'un parc national créé en 1971, y compris les récifs de corail qui entourent les îles, ce qui en fait la seule zone de protection marine du Mozambique. Le parc est l'un des plus importants de l'océan Indien. 
L'archipel Bazaruto est devenu une destination touristique, qui attire une clientèle sud-africaine aisée. Dans l'île de Bazaruto, plusieurs hôtels haut de gamme accueillent les touristes amateurs de plages de sable blanc, de plongée sous-marine et de pêche au gros. Les îles offrent également des balades à pied ou à cheval et la découverte de la nature. Bazaruto et Benguerra sont dominées par d'énormes dunes. La porte d'entrée de l'archipel est la petite ville de Vilankulo ou Vilanculos, à partir de laquelle des bateaux à moteur ou des boutres traditionnels (dhows) effectuent la liaison. Les îles ont également des pistes d'atterrissage.